# Myadestes unicolor
Solitário-unicolor ou tordo-ardósia (Myadestes unicolor) é uma espécie de ave da família Turdidae.
Pode ser encontrada nos seguintes países: Belize, El Salvador, Guatemala, Honduras, México e Nicarágua.
Os seus habitats naturais são: regiões subtropicais ou tropicais húmidas de alta altitude.